# 黃泰來
黃泰來（英語：Taylor Wong Tai-Loi，1950年—2025年7月16日），香港電影導演、編劇及監製，為1960年代粵語片導演黃堯之子，前妻為歌手兼演員劉美君，兩人於1982年結婚，1992年離婚，育有一子一女。
黃泰來早期於佳藝電視及麗的電視（亞洲電視前身）擔任編導，1980年代轉入電影界發展，執導多部經典作品，包括《緣份》、《法內情》、《我在黑社會的日子》、《刀劍笑》等。2025年7月16日，黃泰來因喉癌逝世，享年75歲。其離世獲電影界人士悼念。
除導演工作外，黃泰來曾以筆名「某人」參與粵語流行曲填詞，作品包括藍戰士《豈有此理》（1987年）及劉美君《自甘墮落》（1987年）。
黃泰來晚年較少公開露面，據友人透露，其曾因酒精過敏接受特殊治療，透過飲用白蘭地強制身體適應，最終克服過敏症狀。

## 生平
黃泰來1970年代至1980年代初曾先後在佳藝電視及麗的電視（亞洲電視前身）任職編導，1980年加入邵氏兄弟有限公司攝製電影，執導多部經典作品，包括《緣份》（1984年，由張國榮、張曼玉、梅艷芳主演）、《法內情》（1988年，劉德華、葉德嫻主演）、《我在黑社會的日子》（1989年，周潤發主演）、《刀劍笑》（1994年，劉德華、林青霞主演）等。其作品風格多元，涵蓋武俠片、愛情片、黑幫片等類型，見證香港電影黃金時期。
2025年7月16日，黃泰來因喉癌離世，享年75歲。

## 政治立場
黃泰來亦有參與支持港版國安法的聯署。

## 導演電影
- 1981年 飛刀、又見飛刀
- 1982年 如來神掌
- 1984年 緣份
- 1985年 江湖了斷
- 1987年 江湖情
- 1987年 鬼新娘
- 1987年 英雄好漢
- 1988年 法內情
- 1988年 法中情
- 1989年 愛人同志
- 1989年 我在黑社會的日子
- 1989年 三狼奇案
- 1990年 摩登如來神掌
- 1990年 至尊計狀元才
- 1991年 魔畫情
- 1992年 女黑俠黃鶯
- 1992年 明月照尖東
- 1993年 一代梟雄之三支旗
- 1993年 太子傳說
- 1994年 不扣鈕的女孩
- 1994年 刀劍笑

## 監製電影
- 1991年 中環英雄

## 編劇電影
- 1982 	如來神掌

## 填詞粵語流行曲
筆名：某人
- 藍戰士 - 豈有此理（1987）
- 劉美君 - 自甘墮落（1987）

## 外部連結
- 黃泰來在香港影庫上的簡介
- 黃泰來在互联网电影资料库（IMDb）上的資料（英文）
- 黃泰來在豆瓣上的资料（简体中文）